# Al-Kubajba (Jerozolima)
Al-Kubajba (arab. القبيبة, Al-Qubayba) – miejscowość w Autonomii Palestyńskiej, w muhafazie Jerozolima, około 11 km na płn-zach. od Jerozolimy. Jest to ważny ośrodek chrześcijańskich pielgrzymek.

## Historia
Założona przez krzyżowców jako Parva Mahomeria, wzmiankowana w 1159. Od XIII wieku zaczęła być identyfikowana z biblijnym Emaus i stawała się celem coraz liczniejszych chrześcijańskich pielgrzymek. Od 1335 franciszkanie zaczęli wznosić tu Bazylikę św. Kleofasa nad domniemanymi pozostałościami domu tego świętego. Ta Bazylika pozostaje do dzisiaj ważnym ośrodkiem pielgrzymkowym. Znajduje się tu również Beit Emmaus (Dom Emmaus), dom opieki zbudowany przez salwatorianki oraz meczet. Miejscowość zamieszkują wyłącznie Arabowie (Palestyńczycy).